# ويلفريد جورج براون
ويلفريد جورج براون هو سياسي كندي، ولد في 2 يناير 1925 في كندا، وتوفي في 24 يوليو 1992.